# Forcipomyia albostylus
Forcipomyia albostylus är en tvåvingeart som beskrevs av Remm 1979. Forcipomyia albostylus ingår i släktet Forcipomyia och familjen svidknott.
Artens utbredningsområde är Estland. Inga underarter finns listade i Catalogue of Life.